# لرينياجوداني (مقاطعة إسلام آباد غرب)
لرينياجوداني (بالفارسية: لرینی‌اجودانی) هي قرية تقع في كرمانشاه في إيران. يقدر عدد سكانها بـ 245 نسمة بحسب إحصاء 2016.